# Centroxena ulophora
Centroxena ulophora är en fjärilsart som beskrevs av Diakonoff 1971. Centroxena ulophora ingår i släktet Centroxena och familjen vecklare. Inga underarter finns listade i Catalogue of Life.